# 466
| 466                |
| ------------------ |
| Dødsfald - Fødsler |
|                    |

| Gregoriansk kalender | 466 CDLXVI              |
| Ab urbe condita      | 1219                    |
| Armensk kalender     | I/T                     |
| Kinesiske kalender   | 3162 – 3163 乙巳 – 丙午 |
| Etiopisk kalender    | 458 – 459               |
| Jødisk kalender      | 4226 – 4227             |
| Hindukalendere       |                         |
| - Vikram Samvat      | 521 – 522               |
| - Shaka Samvat       | 388 – 389               |
| - Kali Yuga          | 3567 – 3568             |
| Iransk kalender      | 156 BP – 155 BP         |
| Islamisk kalender    | 161 BH – 160 BH         |

Se også 466 (tal)